# Emilio Ostorero
Emilio Ostorero   (Avigliana, 23 de novembre de 1934 - Torí, 21 de juliol de 2023) fou un pilot de motocròs italià, un dels més reeixits a la seva època tant en competicions italianes com internacionals. Durant de la seva llarga carrera, que abastà de la dècada de 1950 a la de 1970, guanyà un total de setze Campionats d'Itàlia de motocròs, essent tal el seu domini de la disciplina que se'l coneixia amb el sobrenom de Il Leone di Avigliana.
El 1971 fou nomenat Cavaliere pel president de la República Italiana Giuseppe Saragat, honor al qual seguí el 1984 el seu nomenament de Commendatore della Repubblica.

## Trajectòria esportiva
Fill d'un barquer del Lago Grande d'Avigliana, Ostorero va debutar en competició tot participant en gimcanes a començaments de la dècada de 1950 amb una Beta 160. La seva primera cursa de motocròs fou el 1952, amb una Alpino 175 que li havia deixat el concessionari de la marca de Stradella (Pavia) a Torí, on Ostorero feia de mecànic. El 1956 passà a pilotar una FB Mondial, guanyant el campionat italià de 250 cc. A la següent temporada va guanyar els títols de 250 i 500 cc amb la mateixa marca.
El 1958 va passar a MI-VAL i va guanyar el títol de 500 cc aquell mateix any i el de 250 cc l'any següent. El 1960 va tornar a canviar a Bianchi, marca milanesa amb què va guanyar el títol italià de 250 i la cursa puntuable per al Campionat d'Europa de 250 cc, disputada a la seva Avigliana natal el 5 de juny d'aquell any, superant campions com ara Torsten Hallman i Jeff Smith.
El 1962 es va comprar un Husqvarna 500, marca amb què guanyà quatre títols italians consecutius de la cilindrada, així com tres de 250 cc (de 1964 a 1966). El 1966 en va guanyar un altre de 500 amb una BSA. Després d'un parell de temporades a finals de dècada en què alternà diverses marques (ČZ, Bultaco i OSSA) sense guanyar el títol, el 1970 va tornar a aconseguir un doblet amb Bultaco (250) i Husqvarna (500). El 1971 estigué a punt de revalidar el de 500, perdent a l'última cursa per culpa d'un amortidor trencat.
Ostorero va restar competint fins al 1974. Un cop retirat, ocupà el càrrec de Commissario Unico del campionat italià de motocròs durant dotze anys. El 1984, a cinquanta anys, va participar en el Ral·li dels Faraons amb una Honda, acabant-hi en sisè lloc a la general.

## Palmarès estatal en motocròs
| Any          | Motocicleta       | Campionat d'Itàlia | Campionat d'Itàlia |
| Any          | Motocicleta       | 500 cc             | 250 cc             |
| ------------ | ----------------- | ------------------ | ------------------ |
| 1956         | FB Mondial        |                    | 1r                 |
| 1957         | FB Mondial        | 1r                 | 1r                 |
| 1958         | MI-VAL            |                    | 1r                 |
| 1959         | MI-VAL            | 1r                 |                    |
| 1960         | Bianchi           |                    | 1r                 |
| 1961         | ?                 |                    |                    |
| 1962         | Husqvarna         | 1r                 |                    |
| 1963         | Husqvarna         | 1r                 |                    |
| 1964         | Husqvarna         | 1r                 | 1r                 |
| 1965         | Husqvarna         | 1r                 | 1r                 |
| 1966         | BSA/Husqvarna     | 1r                 | 1r                 |
|              |                   |                    |                    |
| 1970         | Husqvarna/Bultaco | 1r                 | 1r                 |
| 1971         | Husqvarna/Bultaco | 2n                 |                    |
| Total títols | Total títols      | 8                  | 8                  |